# Glebocarcinus amphioetus
Glebocarcinus amphioetus (лат.) — вид морских крабов из рода Glebocarcinus семейства Cancridae. Известны в ископаемом виде.
Длина карапакса до 2,5, ширина до 3,5 см. Его передняя часть полукруглая, поверхность бугорчатая. Лобная часть с 5 зубцами, из которых наружные самые крупные. Переднебоковой край с 9 тупыми зубцами. Окраска неяркая, зеленоватая, есть отдельные особи ярко-красного окраса. Распространен в тропических и субтропических водах северной части Тихого океана у побережья Азии (залив Петра Великого, побережье Японии, Кореи и Китая) и Северной Америки (у берегов Калифорнии). Встречается на глубине от 0 до 100 м на различных грунтах и на водорослях. Донные крабы. Они безвредны для человека, их охранный статус не оценивался, объектами промысла не являются.